# Participación de frisones en las Cruzadas
La participación de frisones en las Cruzadas está atestiguada desde el comienzo de la Primera Cruzada, pero su presencia solo se siente sustancialmente durante la Quinta Cruzada . Participaron en casi todas las grandes Cruzadas y la Reconquista . Los cronistas contemporáneos de las Cruzadas se refieren casi siempre a los frisones de forma colectiva, y nos han llegado pocos nombres de cruzados frisones individuales. Por lo general, componían una fuerza naval junto con otros cuerpos más grandes de cruzados.

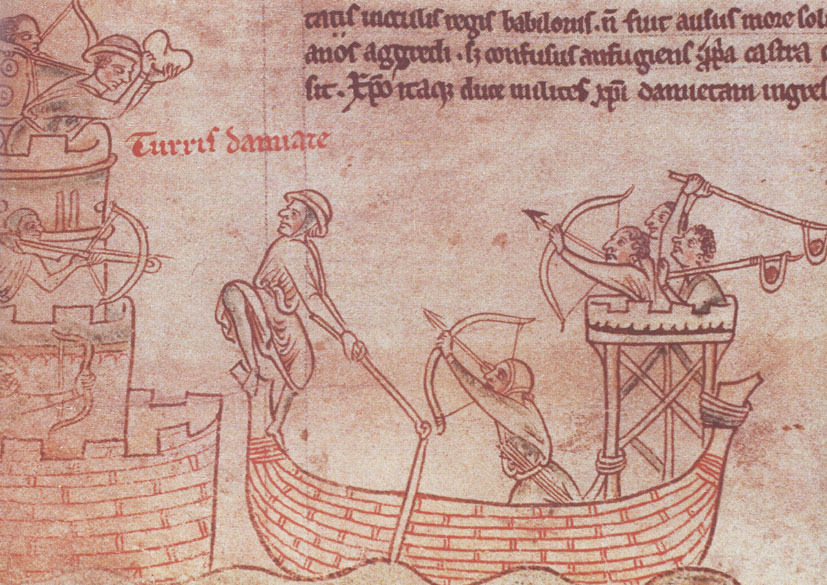
Los cruzados frisones atacan la torre de Damietta durante la Quinta Cruzada (de la Chronica Majora del siglo XIII de Matthew Paris)

Los primeros frisones que participaron en la Primera Cruzada fueron parte del ejército que fue conducido a Tierra Santa por Godofredo de Bouillón y solo los menciona de pasada Fulcher de Chartres, quien menciona que el frisón era una de las muchas lenguas que se hablaban. por los cruzados. Guillermo de Tiro, extrayendo información de Fulcher, menciona a los frisones como parte de las tropas dirigidas por Godofredo en el sitio de Antioquía en 1097–1098. Según Alberto de Aix, también había una flota de piratas, procedente de Dinamarca, Frisia y Flandes y liderada por Guynemer de Boulogne, quien ayudó a Balduino de Boulogne en Tarso.
Aunque no está respaldado por ningún escrito contemporáneo, el cronista frisón apócrifo del siglo XVI Ocko Scharlensis y el historiador de principios del siglo XVII Ubbo Emmius escribieron con cierto detalle sobre ocho nobles frisones que supuestamente tomaron la cruz y siguieron a Pedro el Ermitaño a Tierra Santa durante la Guerra del Pueblo. Cruzada de 1096. De los ocho —Tjepke Forteman, Jarig Ludingaman, Feike Botnia, Elke y Sicco Lyauckama (primos), Epe Hartman, Ige Galama y Obboke (Ubbo) Hermana, hijo de Hessel — se decía que sólo dos, Botnia y Sicco Lyauckama, tenían sobrevivió a la peregrinación a Jerusalén.
Con la noticia de la caída de Edesa en 1144, una gran fuerza de daneses, suecos, escoceses, galeses, ingleses, normandos, franceses, flamencos, alemanes y frisones reunió en relación con la Segunda Cruzada unos 200 barcos, que partieron de Dartmouth en 1147 camino a Tierra Santa por el Estrecho de Gibraltar . Aunque no se menciona más a los frisones, probablemente participaron en el exitoso Asedio de Lisboa a fines del verano y principios del otoño. Una leyenda del siglo XIII alaba al caballero frisón Poptatus Ulvinga de Wirdum, que se suponía que había dirigido el asedio con la ayuda de un ejército celestial bajo el mando de San Mauricio. Al parecer, su tumba estaba marcada por una palmera, cuyos frutos provocaron curaciones milagrosas. Sin embargo, debe haber habido cierta confusión con la tumba de otro caballero, Enrique de Bonn.
En 1189, mientras se dirigían al Sitio de Acre como contingente de la Tercera Cruzada, una flota de frisones, daneses, flamencos y alemanes, asistidos por una pequeña presencia portuguesa, en unos 50 barcos atacaron y tomaron Alvor, masacrando a sus habitantes. Habitantes musulmanes. Los barcos frisones, quizás los mismos que tomaron Alvor, se mencionan como presentes en Acre bajo el mando de Jacobo de Avesnes : estos frisones llegaron en conexión con barcos daneses según el Itinerarium Peregrinorum  o barcos bretones y alemanes, según Ernoul.

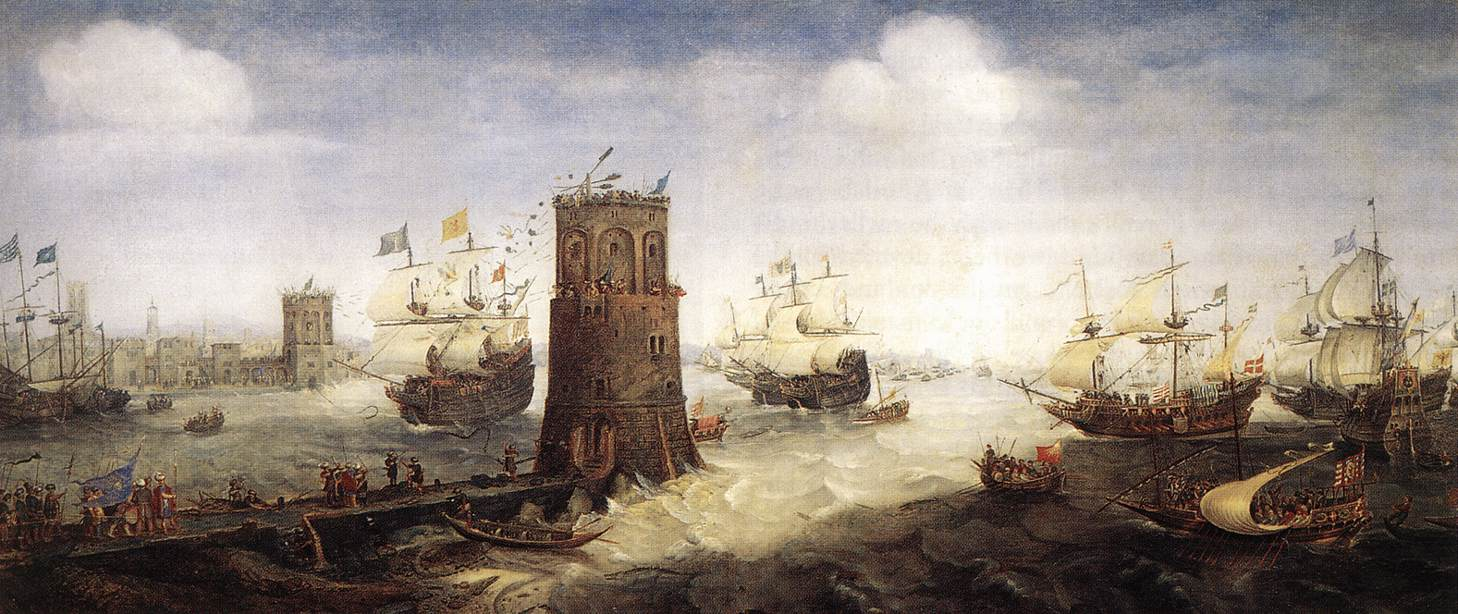
Los cruzados frisones atacan la torre de Damietta en un cuadro de Cornelis Claesz van Wieringen.

Hacia 1209 había frisones en el ejército de la cruzada albigense y hacia 1215, los frisones respondieron a la predicación de la Quinta Cruzada de Oliver de Colonia y prometieron una flota. La flota frisona junto a los Renones llegaron a Lisboa en el verano de 1217. Allí el obispo de esta ciudad les pidió que le ayudaran a capturar la ciudad e Alcacer do Sal. Según el texto conocido como el De itinere frisonum los Frisones tras rehusarse continuaron su travesía hacia la Tierra Santa, y atacaron y destruyeron las ciudades Andaluces de Faro, Rota y Cádiz.  Bajo el mando de Holanda, Guillermo I, llegaron en un ejército mixto formado por soldados holandeses y flamencos. Participaron en el asedio de Damietta en Egipto, pero el contingente frisón regresó a casa temprano y el asedio terminó en un fracaso.
Entre el verano de 1228 y el invierno de 1231, el obispo Willibrand de Utrecht predicó una cruzada de indulgencia en Frisia, reclutando soldados para su guerra contra los herejes Drenthers . Numerosos frisones aceptaron la oferta, pero la cruzada terminó de manera inconclusa en 1232.
Un gran bloque de frisones juró unirse a la Séptima Cruzada en 1247 y 1248, pero sus votos fueron conmutados por el Papa Inocencio IV para permitirles unirse a su señor, Guillermo II de Holanda, en la lucha contra el enemigo del Papa, Federico II, Santo Emperador romano. Participaron en el asedio de Aquisgrán y, el 3 de noviembre de 1248, Guillermo, ahora coronado rey de Alemania, confirmó los derechos y libertades que supuestamente les había concedido Carlomagno. Los frisones, sin embargo, participaron en la Octava Cruzada de San Luis que asaltó Túnez en 1270. Estaban bajo la protección de Carlos I de Nápoles cuando viajaban por sus tierras, pues ordenó al senescal de Provenza que les reembolsara a ellos y a dos dominicanos que viajaban con ellos unos 300 marcos que fueron robados en Marsella.
En la Baja Edad Media y el período moderno temprano, el prestigio de la participación en las Cruzadas, junto con la naturaleza legendaria de lo que la mayoría de la gente sabía sobre la Primera Cruzada, animó a muchos europeos a inventar genealogías ficticias convirtiendo a sus antepasados en guerreros que habían ayudado a tomar Jerusalén en 1099 o encargar la redacción de supuestas historias de sus antepasados para demostrar que ellos también habían participado en las primeras Cruzadas. Algunos de estos relatos legendarios probablemente fueron pura invención, mientras que otros se basaron en premisas endebles e inestables. Casi el mismo tipo de argumentos - "si tal y tal estuvo presente en Jerusalén en 1099, entonces ciertamente mi antepasado del mismo período también debe haber estado allí" - se han empleado en Inglaterra para vincular a nuestros antepasados a la batalla de Hastings.